# Кебра Негаст
«Ке́бра Нега́ст», Ке́бра Нага́ст (др. эфиоп. ,ክብረ ነገሥት) («Книга о Славе Царей») — эфиопская книга, содержащая легенды о происхождении династии эфиопских правителей от царя Соломона и царицы Савской.

## Происхождение книги
Самая ранняя из известных рукописей «Кебра Негаст» датируется XIV веком, но в Европе о ней не было известно до первой четверти XVI века, когда были впервые опубликованы некоторые предания о царе Соломоне и сыне его Менелике, основателе династии эфиопских правителей.
Ряд деталей, упоминаемых в книге свидетельствует о её позднем происхождении. Например имя царицы Савской — Македа (огненная) заимствовано из Нового Завета, где она называется Царицей Южной (Лк. 11:31), а в 32-й главе Кебра Негаст она отождествляется с царицей Кандакией, упоминаемой в Новом Завете в качестве Царицы эфиопов (Деян. 8:27). Но согласно комментариям к Новому Завету Уильяма Баркли Кандакия — не столько имя, сколько титул, который носили все царицы Эфиопии.
Существует и арабская версия Кебра Негаст, ещё более пропитанная христианским влиянием. В ней автор приводит цитаты из посланий апостола Павла, в отношении многоженства Соломона приводит сравнение законов Ветхого и Нового Завета, а также утверждает, что христиане способны поддерживать моногамию только благодаря евхаристии. Также арабская версия содержит описание особенностей ног царицы (густые волосы или копыта), что совпадает с историей, описанной в Талмуде и мидрашах (Талмуд Бавли, Таргум Шени, Мидраш Мишле и др.) и впоследствии (VII век н. э.) воспроизведённой в  Коране (Коран, 27: 22 - 44).

## Основные темы
Большая часть книги посвящена Соломону, его встрече с царицей Савской и последовавшим за этим событиям.

### Легенда о царице Савской
Согласно «Кебра Негаст», род эфиопских правителей происходит от савской царицы Македы, прибывшей в Иерусалим, чтобы побеседовать с Соломоном, о славе и мудрости которого она была наслышана. Однажды «возлегли они вместе» и «спустя девять месяцев и пять дней как разлучилась она с Царем Соломоном… детородные муки объяли её, и породила дитя она мужеска пола». Рождённый ею ребёнок получил имя Байна-Лехкем (варианты — Уольдэ-Таббиб («сын мудреца»), Менелик, Меньелик) и в 22 года приехал в Иерусалим к своему отцу, который принял и признал его.
Согласно «Кебра Негаст», Байна-Лекхем вернулся на родину к своей матери вместе с первенцами иудейской знати и вывез из Иерусалимского храма Ковчег Завета, который по утверждениям эфиопов, до сих пор находится в Аксуме в соборе Святейшей Девы Марии Сиона. После возвращения сына царица Македа отказалась от престола в его пользу, и он устроил в Эфиопии царство по подобию израильского, введя в стране иудаизм в качестве государственной религии. До настоящего времени сохранились фалаши — эфиопские евреи, которые считают себя потомками иудейской знати, переселившейся в Эфиопию вместе с Байна-Лекхемом.

### Отношения с Римской империей
В книге уделено значительное внимание вопросу положения эфиопского государства в мире. В 20-й главе указано, что весь мир разделен между Эфиопией и Римской империей следующим образом: «От середины Иерусалима и от его севера к юго-востоку располагается часть императора Рома; и от середины Иерусалима и от его севера к югу и к Западной Индии. располагается часть императора Эфиопии». Под «императором Рима», вероятно, имеется в виду византийский император Юстин I, о встрече которого с царём Калебом рассказывается в главе 117. Хотя такая встреча едва ли имела место в действительности, Византия действительно поддерживала довольно тесные отношения с Эфиопией.

## Значимость книги
Кебра Негаст, в особенности её оригинальная рукопись, имеет чрезвычайно важное значение для эфиопского народа. Об этом свидетельствует, в частности, следующая история: в 1872 году император Йоханныс IV отправил срочное послание английскому министру иностранных дел графу Гренвилю, в котором требовал вернуть оригинал Кебра Негаст, увезенный в Лондон в 1868 году в связи с введением де-факто английского протектората в Эфиопии. Он писал:

«У Вас там есть книга под названием „Кебра Негаст“, которая содержит законы Эфиопии, в этой книге есть имена царей, названия церквей и провинций. Я прошу Вас безотлагательно установить, в чьей собственности находится эта книга, и отослать её мне, так как без этой книги народ в моей стране не будет мне подчиняться»
Попечителей Британского музея удалось убедить, и 14 сентября 1872 года рукопись была возвращена в Эфиопию.